# Kadri Aytaç
Kadri Aytaç (Isztambul, 1931. augusztus 6. – 2003. március 28.) török labdarúgó-középpályás, edző.
A török válogatott színeiben részt vett az 1954-es labdarúgó-világbajnokságon.